# Heterographa fabrilis
Heterographa fabrilis là một loài bướm đêm trong họ Noctuidae.